# Mycène de De Seynes
Mycena seynesii
Pour les articles homonymes, voir Mycène (homonymie).
Espèce
Mycena seynesii, le mycène de De Seynes, est une espèce de champignons basidiomycètes de la famille des mycénacées poussant généralement sur les cônes de pins.

## Synonyme
- Mycena seynii Quél. 1877

## Description
- Chapeau : diamètre jusqu'à 4 cm, conique, lisse ou légèrement ridé (les stries s'accentuent avec l'âge), de couleur brune, fréquemment nuancé de rose.
- Lames : moyennement espacées, blanchâtres à rosées, à bordure brune.
- Sporée : blanche.
- Pied : 3 à 6 cm, de la couleur du chapeau ou plus clair, lisse, fragile et creux, courbe à la base.

## Écologie
Cette mycène se développe presque exclusivement sur les cônes de pins, essentiellement ceux du pin maritime. Sa présence sur le bois est exceptionnelle.